# ماری استوارت (قایقران کانو)
ماری استوارت (انگلیسی: Murray Stewart؛ زادهٔ ۲ ژوئیهٔ ۱۹۸۶) قایقران کایاک اهل استرالیا است.